# William Dudley Haywood
William Dudley Haywood, noto come Bill o Big Bill Haywood (Salt Lake City, 4 febbraio 1869 – Mosca, 18 maggio 1928), è stato un sindacalista statunitense.
Fu dirigente della Western Federation of Miners, membro fondatore e dirigente dell'Industrial Workers of the World (IWW) e membro del comitato esecutivo del Partito Socialista d'America.

## Biografia
Iscrittosi alla Western Federation of Miners nel 1896 ne divenne segretario nel 1902. Nel 1905, a Chicago, aprì i lavori del primo congresso dell'unione sindacale IWW. Nel 1907 venne montato contro Haywood un processo per l'omicidio dell'ex governatore dell'Idaho, Frank Steunenberg, servendosi di false prove e testimonianze, ma Haywood venne scagionato.
Nel 1908 Haywood partecipò alla campagna elettorale di Eugene Debs, candidato del Partito Socialista, mentre nel 1910 fu delegato al congresso della Seconda Internazionale.
Nel gennaio 1912 a Lawrence (Massachusetts), oltre 20.000 lavoratori del settore tessile iniziarono lo sciopero conosciuto come "pane e rose". Due dirigenti locali dell'IWW vennero accusati dell'omicidio di una lavoratrice immigrata, Anna LoPizzo, nonostante diciannove testimoni avesserero visto sparare un poliziotto. Haywood collaborò all'organizzazione delle manifestazioni, che si protrassero fino al marzo 1912.
Lo scoppio della prima guerra mondiale offrì al governo statunitense l'opportunità di agire contro Haywood e il sindacato IWW: secondo la legge federale del 1917 chiamata Espionage Act 165 membri dell'IWW furono accusati di "cospirazione" e "incoraggiamento alla diserzione". Nell'aprile 1918 iniziò il processo a Haywood ed altri 100 sindacalisti, che furono tutti giudicati colpevoli. La sentenza per Haywood e quattordici altri fu di 20 anni di prigione.
Nel 1921, mentre era libero su cauzione in attesa del processo di appello, Haywood fuggì in Unione Sovietica. Qui fu consulente sindacale di Lenin fino al 1923 e morì nel 1928. Le sue ceneri furono sepolte per metà nella necropoli delle mura del Cremlino e per metà a Chicago, vicino al monumento ai martiri di Haymarket.